# 普通解雇
普通解雇（ふつうかいこ）とは、解雇のうち労働者側に生じた事由による解雇。

## 日本における普通解雇

### 解雇事由
労働基準法第89条により常時10人以上の労働者を使用する使用者は就業規則を作成して届け出なければならず、解雇事由は就業規則に定めなければならない（労働基準法第89条第3号）。
就業規則に定められる解雇事由としては、勤務成績不良（包括的解雇事由）と、その典型的事由である勤務成績不良や心身の故障が定められていることが多い、普通解雇処分を受けてる場合、履歴書の職歴欄に「株式会社○○ 解雇処分」と記載しなければならない。。
職務遂行能力欠如を理由とする普通解雇を有効とした例として、以下の判例がある。
- セールスマンの販売成績が著しく劣悪で、販売活動の面においても計画件数を消化せず、又予定表記載の訪問先がしばしば異なっており、計画性も見られず、嘘の記述をもし、上司が再三にわたり注意と指導をしたが改善の跡が見られなかった場合は解雇は有効（ゼネラル事務機事件、東京地裁1974年7月2日）
- 無断欠勤、上司指示違反、職場同僚への悪口や問題行為が度々あり、「誓約書」として念書を入れた後も何ら改善がなされないで更に繰り返した場合は解雇は有効（日本エヌ・シー・アール事件、東京地裁1974年7月2日）
- 労働者の能力や適格性に重大な問題があり、使用者が教育訓練や配置転換等による解雇回避の努力をしてもなお雇用の維持が困難である場合には、解雇は有効（三井リース事件、東京地裁1994年11月10日）

なお、国家公務員法第78条及び地方公務員法第28条第1項は、普通解雇にあたる分限免職事由を法定化している。

### 解雇規制
労働契約法第16条の規定により「解雇は、客観的に合理的な理由を欠き、社会通念上相当であると認められない場合は、その権利を濫用したものとして、無効とする。」とされており、普通解雇も客観的合理的理由に該当し社会的相当性のあるものでなければならない。
労働基準法第20条の規定により、合理的な理由による解雇を行う際には少なくとも30日前に解雇の予告をする必要がある。予告を行わない場合には、30日分以上の平均賃金（解雇予告手当）を支払わなければならない。

## 米国における普通解雇

### 解雇事由
米国ではコモン・ロー（判例法）上、随意雇用の原則（employment at will）があるため、期間の定めのない雇用契約においては事業主はいつでも労働者を解雇することができる。事業主と労働者間に合意がない限り、事前の予告も必要ではない。

### 解雇規制
連邦法や州法により一定の理由による解雇は禁止されている。
- 1964年公民権法第7編（人種・皮膚の色、宗教、性（妊娠、出産又はこれらに関連する健康状態であることを理由とする場合を含む）及び出身国を理由とする解雇の禁止）[3]
- 1967年雇用における年齢差別禁止法（年齢を理由とする解雇の禁止）[3]
- 全国労働関係法（National Labor Relations Act）（労働組合加入や組合活動を理由とする解雇の禁止）[3]
- サーベンス・オクスリー法（Sarbanes-Oxley Act）及び各州法（事業主の不法行為を当局に通報した場合の解雇の禁止）[3]